# Tour de Romandia 2022
El Tour de Romandia 2022 fou la 75a edició del Tour de Romandia. La cursa es disputà entre el 26 d'abril i l'1 de maig de 2022 sobre un recorregut de 712,46 km per carreteres suïsses, distribuïts en sis etapes. La cursa formava part de l'UCI World Tour 2022.
El vencedor final fou el rus Aleksandr Vlàssov (Bora-Hansgrohe), que s'imposà en la general gràcies al resultat obtingut en la contrarellotge individual final. Amb aquest resultat va desbancar al fins aleshores líder, el canadenc Rohan Dennis (Team Jumbo-Visma). L'acompanyaren al podi el suís Gino Mäder (Bahrain Victorious) i l'alemany Simon Geschke (Cofidis).

## Equips
En ser el Tour de Romandia una cursa de l'UCI World Tour els 18 equip amb categoria World Tour tenen el dret i obligació a prendre-hi part. A banda, l'organitzador va convidar l'equip Kern Pharma i la selecció nacional suïssa.
| WorldTeams (18)- AG2R Citroën Team - Astana Qazaqstan Team - Bahrain Victorious - Bora-Hansgrohe - Cofidis - EF Education-EasyPost - Groupama-FDJ - Ineos Grenadiers - Intermarché-Wanty-Gobert Matériaux - Israel-Premier Tech - Jumbo-Visma - Lotto-Soudal - Movistar Team - Quick-Step Alpha Vinyl - BikeExchange-Jayco - Team DSM - Trek-Segafredo - UAE Team Emirates ProTeam- Equipo Kern Pharma Equip nacional- Suïssa |
| |

## Etapes
| Etapa    | Data      | Ciutats d'etapa            | type              | Distància (km) | Desnivell (m) | Vencedor de l'etapa   | Líder de la general |
| -------- | --------- | -------------------------- | ----------------- | -------------- | ------------- | --------------------- | ------------------- |
| Pròleg   | 26 de abr | Lausana – Lausana          | pròleg            | 5,12           | 39 m          | Ethan Hayter          | Ethan Hayter        |
| 1a etapa | 27 de abr | La Grande Béroche – Romont | etapa accidentada | 178            | 2.729 m       | Dylan Teuns           | Rohan Dennis        |
| 2a etapa | 28 de abr | Echallens – Echallens      | etapa accidentada | 168,2          | 2.327 m       | Ethan Hayter          | Rohan Dennis        |
| 3a etapa | 29 de abr | Valbroye – Valbroye        | etapa accidentada | 165,1          | 2.441 m       | Patrick Bevin         | Rohan Dennis        |
| 4a etapa | 30 de abr | Aigle – Val d'Anniviers    | etapa de muntanya | 180,1          | 4.158 m       | Sergio Higuita García | Rohan Dennis        |
| 5a etapa | 1 de maig | Aigle – Villars-sur-Ollon  | cronoescalada     | 15,84          | 884 m         | Aleksandr Vlàssov     | Aleksandr Vlàssov   |

### Pròleg
Lausana - Lausana. 26 d'abril de 2022. 5,12 km (CRI)
| \| Classificació de l'etapa \| Classificació de l'etapa \| Classificació de l'etapa \| Classificació de l'etapa \| Classificació de l'etapa \| \| Corredor \| Corredor \| Equip \| Temps \| \| \| ------------------------ \| ------------------------ \| ------------------------ \| ------------------------ \| ------------------------ \| \| 1r \| Ethan Hayter \| Ineos Grenadiers \| 5' 52" \| \| \| 2n \| Rohan Dennis \| Jumbo-Visma \| + 4" \| \| \| 3r \| Felix Großschartner \| Bora-Hansgrohe \| + 10" \| \| \| 4t \| Geraint Thomas \| Ineos Grenadiers \| + 10" \| \| \| 5è \| Maximilian Schachmann \| Bora-Hansgrohe \| + 13" \| \| \| 6è \| Matteo Sobrero \| BikeExchange-Jayco \| + 13" \| \| \| 7è \| Ethan Vernon \| Quick-Step Alpha Vinyl \| + 14" \| \| \| 8è \| Georg Steinhauser \| EF Education-EasyPost \| + 14" \| \| \| 9è \| Mauro Schmid \| Quick-Step Alpha Vinyl \| + 14" \| \| \| 10è \| Juan Ayuso Pesquera \| UAE Team Emirates \| + 14" \| \| |                       |                        |        |
| |                       |                        |        |
| Font: ProCyclingStats |                       |                        |        |
| Classificació de l'etapa |                       |                        |        |
| Corredor | Corredor              | Equip                  | Temps  |
| 1r | Ethan Hayter          | Ineos Grenadiers       | 5' 52" |
| 2n | Rohan Dennis          | Jumbo-Visma            | + 4"   |
| 3r | Felix Großschartner   | Bora-Hansgrohe         | + 10"  |
| 4t | Geraint Thomas        | Ineos Grenadiers       | + 10"  |
| 5è | Maximilian Schachmann | Bora-Hansgrohe         | + 13"  |
| 6è | Matteo Sobrero        | BikeExchange-Jayco     | + 13"  |
| 7è | Ethan Vernon          | Quick-Step Alpha Vinyl | + 14"  |
| 8è | Georg Steinhauser     | EF Education-EasyPost  | + 14"  |
| 9è | Mauro Schmid          | Quick-Step Alpha Vinyl | + 14"  |
| 10è | Juan Ayuso Pesquera   | UAE Team Emirates      | + 14"  |

| \| Classificació general \| Classificació general \| Classificació general \| Classificació general \| Classificació general \| \| Corredor \| Corredor \| Equip \| Temps \| \| \| --------------------- \| --------------------- \| ---------------------- \| --------------------- \| --------------------- \| \| 1r \| Ethan Hayter \| Ineos Grenadiers \| 5' 52" \| \| \| 2n \| Rohan Dennis \| Jumbo-Visma \| + 4" \| \| \| 3r \| Felix Großschartner \| Bora-Hansgrohe \| + 10" \| \| \| 4t \| Geraint Thomas \| Ineos Grenadiers \| + 10" \| \| \| 5è \| Maximilian Schachmann \| Bora-Hansgrohe \| + 13" \| \| \| 6è \| Matteo Sobrero \| BikeExchange-Jayco \| + 13" \| \| \| 7è \| Ethan Vernon \| Quick-Step Alpha Vinyl \| + 14" \| \| \| 8è \| Georg Steinhauser \| EF Education-EasyPost \| + 14" \| \| \| 9è \| Mauro Schmid \| Quick-Step Alpha Vinyl \| + 14" \| \| \| 10è \| Juan Ayuso Pesquera \| UAE Team Emirates \| + 14" \| \| |                       |                        |        |
| |                       |                        |        |
| Font: ProCyclingStats |                       |                        |        |
| Classificació general |                       |                        |        |
| Corredor | Corredor              | Equip                  | Temps  |
| 1r | Ethan Hayter          | Ineos Grenadiers       | 5' 52" |
| 2n | Rohan Dennis          | Jumbo-Visma            | + 4"   |
| 3r | Felix Großschartner   | Bora-Hansgrohe         | + 10"  |
| 4t | Geraint Thomas        | Ineos Grenadiers       | + 10"  |
| 5è | Maximilian Schachmann | Bora-Hansgrohe         | + 13"  |
| 6è | Matteo Sobrero        | BikeExchange-Jayco     | + 13"  |
| 7è | Ethan Vernon          | Quick-Step Alpha Vinyl | + 14"  |
| 8è | Georg Steinhauser     | EF Education-EasyPost  | + 14"  |
| 9è | Mauro Schmid          | Quick-Step Alpha Vinyl | + 14"  |
| 10è | Juan Ayuso Pesquera   | UAE Team Emirates      | + 14"  |

### Etapa 1
La Grande Béroche - Romont. 27 d'abril de 2022. 178 km
| \| Classificació de l'etapa \| Classificació de l'etapa \| Classificació de l'etapa \| Classificació de l'etapa \| Classificació de l'etapa \| \| Corredor \| Corredor \| Equip \| Temps \| \| \| ------------------------ \| ------------------------ \| ---------------------------------- \| ------------------------ \| ------------------------ \| \| 1r \| Dylan Teuns \| Bahrain Victorious \| 4h 23' 58" \| \| \| 2n \| Rohan Dennis \| Jumbo-Visma \| + 0" \| \| \| 3r \| Marc Hirschi \| UAE Team Emirates \| + 2" \| \| \| 4t \| Aleksandr Vlàssov \| Bora-Hansgrohe \| + 2" \| \| \| 5è \| Quinten Hermans \| Intermarché-Wanty-Gobert Matériaux \| + 2" \| \| \| 6è \| Ben O'Connor \| AG2R Citroën Team \| + 4" \| \| \| 7è \| Damiano Caruso \| Bahrain Victorious \| + 4" \| \| \| 8è \| Juan Ayuso Pesquera \| UAE Team Emirates \| + 4" \| \| \| 9è \| Steff Cras \| Lotto-Soudal \| + 4" \| \| \| 10è \| Mauro Schmid \| Quick-Step Alpha Vinyl \| + 4" \| \| |                     |                                    |            |
| |                     |                                    |            |
| Font: ProCyclingStats |                     |                                    |            |
| Classificació de l'etapa |                     |                                    |            |
| Corredor | Corredor            | Equip                              | Temps      |
| 1r | Dylan Teuns         | Bahrain Victorious                 | 4h 23' 58" |
| 2n | Rohan Dennis        | Jumbo-Visma                        | + 0"       |
| 3r | Marc Hirschi        | UAE Team Emirates                  | + 2"       |
| 4t | Aleksandr Vlàssov   | Bora-Hansgrohe                     | + 2"       |
| 5è | Quinten Hermans     | Intermarché-Wanty-Gobert Matériaux | + 2"       |
| 6è | Ben O'Connor        | AG2R Citroën Team                  | + 4"       |
| 7è | Damiano Caruso      | Bahrain Victorious                 | + 4"       |
| 8è | Juan Ayuso Pesquera | UAE Team Emirates                  | + 4"       |
| 9è | Steff Cras          | Lotto-Soudal                       | + 4"       |
| 10è | Mauro Schmid        | Quick-Step Alpha Vinyl             | + 4"       |

| \| Classificació general \| Classificació general \| Classificació general \| Classificació general \| Classificació general \| \| Corredor \| Corredor \| Equip \| Temps \| \| \| --------------------- \| --------------------- \| ---------------------- \| --------------------- \| --------------------- \| \| 1r \| Rohan Dennis \| Jumbo-Visma \| 4h 29' 48" \| \| \| 2n \| Felix Großschartner \| Bora-Hansgrohe \| + 16" \| \| \| 3r \| Dylan Teuns \| Bahrain Victorious \| + 18" \| \| \| 4t \| Mauro Schmid \| Quick-Step Alpha Vinyl \| + 20" \| \| \| 5è \| Juan Ayuso Pesquera \| UAE Team Emirates \| + 20" \| \| \| 6è \| Mikkel Frølich Honoré \| Quick-Step Alpha Vinyl \| + 20" \| \| \| 7è \| Patrick Bevin \| Israel-Premier Tech \| + 22" \| \| \| 8è \| Aleksandr Vlàssov \| Bora-Hansgrohe \| + 23" \| \| \| 9è \| Brandon McNulty \| UAE Team Emirates \| + 23" \| \| \| 10è \| Marc Hirschi \| UAE Team Emirates \| + 24" \| \| |                       |                        |            |
| |                       |                        |            |
| Font: ProCyclingStats |                       |                        |            |
| Classificació general |                       |                        |            |
| Corredor | Corredor              | Equip                  | Temps      |
| 1r | Rohan Dennis          | Jumbo-Visma            | 4h 29' 48" |
| 2n | Felix Großschartner   | Bora-Hansgrohe         | + 16"      |
| 3r | Dylan Teuns           | Bahrain Victorious     | + 18"      |
| 4t | Mauro Schmid          | Quick-Step Alpha Vinyl | + 20"      |
| 5è | Juan Ayuso Pesquera   | UAE Team Emirates      | + 20"      |
| 6è | Mikkel Frølich Honoré | Quick-Step Alpha Vinyl | + 20"      |
| 7è | Patrick Bevin         | Israel-Premier Tech    | + 22"      |
| 8è | Aleksandr Vlàssov     | Bora-Hansgrohe         | + 23"      |
| 9è | Brandon McNulty       | UAE Team Emirates      | + 23"      |
| 10è | Marc Hirschi          | UAE Team Emirates      | + 24"      |

### Etapa 2
Echallens - Echallens. 28 d'abril de 2022. 168,2 km
| \| Classificació de l'etapa \| Classificació de l'etapa \| Classificació de l'etapa \| Classificació de l'etapa \| Classificació de l'etapa \| \| Corredor \| Corredor \| Equip \| Temps \| \| \| ------------------------ \| ------------------------ \| ---------------------------------- \| ------------------------ \| ------------------------ \| \| 1r \| Ethan Hayter \| Ineos Grenadiers \| 4h 04' 55" \| \| \| 2n \| Jon Aberasturi Izaga \| Trek-Segafredo \| + 0" \| \| \| 3r \| Fernando Gaviria Rendón \| UAE Team Emirates \| + 0" \| \| \| 4t \| Aleksandr Vlàssov \| Bora-Hansgrohe \| + 0" \| \| \| 5è \| Sean Quinn \| EF Education-EasyPost \| + 0" \| \| \| 6è \| Quinten Hermans \| Intermarché-Wanty-Gobert Matériaux \| + 0" \| \| \| 7è \| Nikias Arndt \| Team DSM \| + 0" \| \| \| 8è \| Ben O'Connor \| AG2R Citroën Team \| + 0" \| \| \| 9è \| Felix Großschartner \| Bora-Hansgrohe \| + 0" \| \| \| 10è \| Steven Kruijswijk \| Jumbo-Visma \| + 0" \| \| |                         |                                    |            |
| |                         |                                    |            |
| Font: ProCyclingStats |                         |                                    |            |
| Classificació de l'etapa |                         |                                    |            |
| Corredor | Corredor                | Equip                              | Temps      |
| 1r | Ethan Hayter            | Ineos Grenadiers                   | 4h 04' 55" |
| 2n | Jon Aberasturi Izaga    | Trek-Segafredo                     | + 0"       |
| 3r | Fernando Gaviria Rendón | UAE Team Emirates                  | + 0"       |
| 4t | Aleksandr Vlàssov       | Bora-Hansgrohe                     | + 0"       |
| 5è | Sean Quinn              | EF Education-EasyPost              | + 0"       |
| 6è | Quinten Hermans         | Intermarché-Wanty-Gobert Matériaux | + 0"       |
| 7è | Nikias Arndt            | Team DSM                           | + 0"       |
| 8è | Ben O'Connor            | AG2R Citroën Team                  | + 0"       |
| 9è | Felix Großschartner     | Bora-Hansgrohe                     | + 0"       |
| 10è | Steven Kruijswijk       | Jumbo-Visma                        | + 0"       |

| \| Classificació general \| Classificació general \| Classificació general \| Classificació general \| Classificació general \| \| Corredor \| Corredor \| Equip \| Temps \| \| \| --------------------- \| --------------------- \| ---------------------- \| --------------------- \| --------------------- \| \| 1r \| Rohan Dennis \| Jumbo-Visma \| 8h 34' 43" \| \| \| 2n \| Felix Großschartner \| Bora-Hansgrohe \| + 14" \| \| \| 3r \| Mauro Schmid \| Quick-Step Alpha Vinyl \| + 18" \| \| \| 4t \| Dylan Teuns \| Bahrain Victorious \| + 18" \| \| \| 5è \| Juan Ayuso Pesquera \| UAE Team Emirates \| + 18" \| \| \| 6è \| Mikkel Frølich Honoré \| Quick-Step Alpha Vinyl \| + 18" \| \| \| 7è \| Patrick Bevin \| Israel-Premier Tech \| + 20" \| \| \| 8è \| Brandon McNulty \| UAE Team Emirates \| + 21" \| \| \| 9è \| Aleksandr Vlàssov \| Bora-Hansgrohe \| + 23" \| \| \| 10è \| Marc Hirschi \| UAE Team Emirates \| + 24" \| \| |                       |                        |            |
| |                       |                        |            |
| Font: ProCyclingStats |                       |                        |            |
| Classificació general |                       |                        |            |
| Corredor | Corredor              | Equip                  | Temps      |
| 1r | Rohan Dennis          | Jumbo-Visma            | 8h 34' 43" |
| 2n | Felix Großschartner   | Bora-Hansgrohe         | + 14"      |
| 3r | Mauro Schmid          | Quick-Step Alpha Vinyl | + 18"      |
| 4t | Dylan Teuns           | Bahrain Victorious     | + 18"      |
| 5è | Juan Ayuso Pesquera   | UAE Team Emirates      | + 18"      |
| 6è | Mikkel Frølich Honoré | Quick-Step Alpha Vinyl | + 18"      |
| 7è | Patrick Bevin         | Israel-Premier Tech    | + 20"      |
| 8è | Brandon McNulty       | UAE Team Emirates      | + 21"      |
| 9è | Aleksandr Vlàssov     | Bora-Hansgrohe         | + 23"      |
| 10è | Marc Hirschi          | UAE Team Emirates      | + 24"      |

### Etapa 3
Valbroye - Valbroye. 29 d'abril de 2022. 165,1 km
| \| Classificació de l'etapa \| Classificació de l'etapa \| Classificació de l'etapa \| Classificació de l'etapa \| Classificació de l'etapa \| \| Corredor \| Corredor \| Equip \| Temps \| \| \| ------------------------ \| ------------------------ \| ---------------------------------- \| ------------------------ \| ------------------------ \| \| 1r \| Patrick Bevin \| Israel-Premier Tech \| 3h 53' 27" \| \| \| 2n \| Ethan Hayter \| Ineos Grenadiers \| + 0" \| \| \| 3r \| Rohan Dennis \| Jumbo-Visma \| + 0" \| \| \| 4t \| Dion Smith \| BikeExchange-Jayco \| + 0" \| \| \| 5è \| Quinten Hermans \| Intermarché-Wanty-Gobert Matériaux \| + 0" \| \| \| 6è \| Damiano Caruso \| Bahrain Victorious \| + 0" \| \| \| 7è \| Finn Fisher-Black \| UAE Team Emirates \| + 0" \| \| \| 8è \| Felix Großschartner \| Bora-Hansgrohe \| + 0" \| \| \| 9è \| Nikias Arndt \| Team DSM \| + 0" \| \| \| 10è \| Mikkel Frølich Honoré \| Quick-Step Alpha Vinyl \| + 0" \| \| |                       |                                    |            |
| |                       |                                    |            |
| Font: ProCyclingStats |                       |                                    |            |
| Classificació de l'etapa |                       |                                    |            |
| Corredor | Corredor              | Equip                              | Temps      |
| 1r | Patrick Bevin         | Israel-Premier Tech                | 3h 53' 27" |
| 2n | Ethan Hayter          | Ineos Grenadiers                   | + 0"       |
| 3r | Rohan Dennis          | Jumbo-Visma                        | + 0"       |
| 4t | Dion Smith            | BikeExchange-Jayco                 | + 0"       |
| 5è | Quinten Hermans       | Intermarché-Wanty-Gobert Matériaux | + 0"       |
| 6è | Damiano Caruso        | Bahrain Victorious                 | + 0"       |
| 7è | Finn Fisher-Black     | UAE Team Emirates                  | + 0"       |
| 8è | Felix Großschartner   | Bora-Hansgrohe                     | + 0"       |
| 9è | Nikias Arndt          | Team DSM                           | + 0"       |
| 10è | Mikkel Frølich Honoré | Quick-Step Alpha Vinyl             | + 0"       |

| \| Classificació general \| Classificació general \| Classificació general \| Classificació general \| Classificació general \| \| Corredor \| Corredor \| Equip \| Temps \| \| \| --------------------- \| --------------------- \| ---------------------- \| --------------------- \| --------------------- \| \| 1r \| Rohan Dennis \| Jumbo-Visma \| 12h 28' 06" \| \| \| 2n \| Patrick Bevin \| Israel-Premier Tech \| + 14" \| \| \| 3r \| Felix Großschartner \| Bora-Hansgrohe \| + 18" \| \| \| 4t \| Mauro Schmid \| Quick-Step Alpha Vinyl \| + 22" \| \| \| 5è \| Dylan Teuns \| Bahrain Victorious \| + 22" \| \| \| 6è \| Juan Ayuso Pesquera \| UAE Team Emirates \| + 22" \| \| \| 7è \| Mikkel Frølich Honoré \| Quick-Step Alpha Vinyl \| + 22" \| \| \| 8è \| Brandon McNulty \| UAE Team Emirates \| + 25" \| \| \| 9è \| Aleksandr Vlàssov \| Bora-Hansgrohe \| + 27" \| \| \| 10è \| Marc Hirschi \| UAE Team Emirates \| + 28" \| \| |                       |                        |             |
| |                       |                        |             |
| Font: ProCyclingStats |                       |                        |             |
| Classificació general |                       |                        |             |
| Corredor | Corredor              | Equip                  | Temps       |
| 1r | Rohan Dennis          | Jumbo-Visma            | 12h 28' 06" |
| 2n | Patrick Bevin         | Israel-Premier Tech    | + 14"       |
| 3r | Felix Großschartner   | Bora-Hansgrohe         | + 18"       |
| 4t | Mauro Schmid          | Quick-Step Alpha Vinyl | + 22"       |
| 5è | Dylan Teuns           | Bahrain Victorious     | + 22"       |
| 6è | Juan Ayuso Pesquera   | UAE Team Emirates      | + 22"       |
| 7è | Mikkel Frølich Honoré | Quick-Step Alpha Vinyl | + 22"       |
| 8è | Brandon McNulty       | UAE Team Emirates      | + 25"       |
| 9è | Aleksandr Vlàssov     | Bora-Hansgrohe         | + 27"       |
| 10è | Marc Hirschi          | UAE Team Emirates      | + 28"       |

### Etapa 4
Aigle - Val d'Anniviers. 30 d'abril de 2022. 180,1 km
| \| Classificació de l'etapa \| Classificació de l'etapa \| Classificació de l'etapa \| Classificació de l'etapa \| Classificació de l'etapa \| \| Corredor \| Corredor \| Equip \| Temps \| \| \| ------------------------ \| ------------------------- \| ------------------------ \| ------------------------ \| ------------------------ \| \| 1r \| Sergio Higuita García \| Bora-Hansgrohe \| 4h 58' 52" \| \| \| 2n \| Aleksandr Vlàssov \| Bora-Hansgrohe \| + 0" \| \| \| 3r \| Juan Ayuso Pesquera \| UAE Team Emirates \| + 0" \| \| \| 4t \| Ben O'Connor \| AG2R Citroën Team \| + 0" \| \| \| 5è \| Thibaut Pinot \| Groupama-FDJ \| + 0" \| \| \| 6è \| Michael Woods \| Israel-Premier Tech \| + 0" \| \| \| 7è \| Gino Mäder \| Bahrain Victorious \| + 0" \| \| \| 8è \| Sébastien Reichenbach \| Groupama-FDJ \| + 0" \| \| \| 9è \| Simon Geschke \| Cofidis \| + 0" \| \| \| 10è \| Carlos Verona Quintanilla \| Movistar Team \| + 0" \| \| |                           |                     |            |
| |                           |                     |            |
| Font: ProCyclingStats |                           |                     |            |
| Classificació de l'etapa |                           |                     |            |
| Corredor | Corredor                  | Equip               | Temps      |
| 1r | Sergio Higuita García     | Bora-Hansgrohe      | 4h 58' 52" |
| 2n | Aleksandr Vlàssov         | Bora-Hansgrohe      | + 0"       |
| 3r | Juan Ayuso Pesquera       | UAE Team Emirates   | + 0"       |
| 4t | Ben O'Connor              | AG2R Citroën Team   | + 0"       |
| 5è | Thibaut Pinot             | Groupama-FDJ        | + 0"       |
| 6è | Michael Woods             | Israel-Premier Tech | + 0"       |
| 7è | Gino Mäder                | Bahrain Victorious  | + 0"       |
| 8è | Sébastien Reichenbach     | Groupama-FDJ        | + 0"       |
| 9è | Simon Geschke             | Cofidis             | + 0"       |
| 10è | Carlos Verona Quintanilla | Movistar Team       | + 0"       |

| \| Classificació general \| Classificació general \| Classificació general \| Classificació general \| Classificació general \| \| Corredor \| Corredor \| Equip \| Temps \| \| \| --------------------- \| --------------------- \| --------------------- \| --------------------- \| --------------------- \| \| 1r \| Rohan Dennis \| Jumbo-Visma \| 17h 27' 01" \| \| \| 2n \| Juan Ayuso Pesquera \| UAE Team Emirates \| + 15" \| \| \| 3r \| Aleksandr Vlàssov \| Bora-Hansgrohe \| + 18" \| \| \| 4t \| Ben O'Connor \| AG2R Citroën Team \| + 25" \| \| \| 5è \| Lucas Plapp \| Ineos Grenadiers \| + 30" \| \| \| 6è \| Gino Mäder \| Bahrain Victorious \| + 32" \| \| \| 7è \| Sébastien Reichenbach \| Groupama-FDJ \| + 37" \| \| \| 8è \| Neilson Powless \| EF Education-EasyPost \| + 41" \| \| \| 9è \| Simon Geschke \| Cofidis \| + 42" \| \| \| 10è \| Steff Cras \| Lotto-Soudal \| + 45" \| \| |                       |                       |             |
| |                       |                       |             |
| Font: ProCyclingStats |                       |                       |             |
| Classificació general |                       |                       |             |
| Corredor | Corredor              | Equip                 | Temps       |
| 1r | Rohan Dennis          | Jumbo-Visma           | 17h 27' 01" |
| 2n | Juan Ayuso Pesquera   | UAE Team Emirates     | + 15"       |
| 3r | Aleksandr Vlàssov     | Bora-Hansgrohe        | + 18"       |
| 4t | Ben O'Connor          | AG2R Citroën Team     | + 25"       |
| 5è | Lucas Plapp           | Ineos Grenadiers      | + 30"       |
| 6è | Gino Mäder            | Bahrain Victorious    | + 32"       |
| 7è | Sébastien Reichenbach | Groupama-FDJ          | + 37"       |
| 8è | Neilson Powless       | EF Education-EasyPost | + 41"       |
| 9è | Simon Geschke         | Cofidis               | + 42"       |
| 10è | Steff Cras            | Lotto-Soudal          | + 45"       |

### Etapa 5
Aigle - Villars-sur-Ollon. 1 de maig de 2022. 15,84 km (CRI)
| \| Classificació de l'etapa \| Classificació de l'etapa \| Classificació de l'etapa \| Classificació de l'etapa \| Classificació de l'etapa \| \| Corredor \| Corredor \| Equip \| Temps \| \| \| ------------------------ \| ------------------------ \| ---------------------------------- \| ------------------------ \| ------------------------ \| \| 1r \| Aleksandr Vlàssov \| Bora-Hansgrohe \| 33' 40" \| \| \| 2n \| Simon Geschke \| Cofidis \| + 31" \| \| \| 3r \| Gino Mäder \| Bahrain Victorious \| + 36" \| \| \| 4t \| Damiano Caruso \| Bahrain Victorious \| + 1' 04" \| \| \| 5è \| Steven Kruijswijk \| Jumbo-Visma \| + 1' 05" \| \| \| 6è \| Thibaut Pinot \| Groupama-FDJ \| + 1' 07" \| \| \| 7è \| Rein Taaramäe \| Intermarché-Wanty-Gobert Matériaux \| + 1' 25" \| \| \| 8è \| Juan Ayuso Pesquera \| UAE Team Emirates \| + 1' 25" \| \| \| 9è \| Sepp Kuss \| Jumbo-Visma \| + 1' 26" \| \| \| 10è \| Ben O'Connor \| AG2R Citroën Team \| + 1' 40" \| \| |                     |                                    |          |
| |                     |                                    |          |
| Font: ProCyclingStats |                     |                                    |          |
| Classificació de l'etapa |                     |                                    |          |
| Corredor | Corredor            | Equip                              | Temps    |
| 1r | Aleksandr Vlàssov   | Bora-Hansgrohe                     | 33' 40"  |
| 2n | Simon Geschke       | Cofidis                            | + 31"    |
| 3r | Gino Mäder          | Bahrain Victorious                 | + 36"    |
| 4t | Damiano Caruso      | Bahrain Victorious                 | + 1' 04" |
| 5è | Steven Kruijswijk   | Jumbo-Visma                        | + 1' 05" |
| 6è | Thibaut Pinot       | Groupama-FDJ                       | + 1' 07" |
| 7è | Rein Taaramäe       | Intermarché-Wanty-Gobert Matériaux | + 1' 25" |
| 8è | Juan Ayuso Pesquera | UAE Team Emirates                  | + 1' 25" |
| 9è | Sepp Kuss           | Jumbo-Visma                        | + 1' 26" |
| 10è | Ben O'Connor        | AG2R Citroën Team                  | + 1' 40" |

## Classificacions finals

### Classificació general
| \| Classificació general \| Classificació general \| Classificació general \| Classificació general \| Classificació general \| \| Corredor \| Corredor \| Equip \| Temps \| \| \| --------------------- \| --------------------- \| --------------------- \| --------------------- \| --------------------- \| \| 1r \| Aleksandr Vlàssov \| Bora-Hansgrohe \| 18h 00' 59" \| \| \| 2n \| Gino Mäder \| Bahrain Victorious \| + 50" \| \| \| 3r \| Simon Geschke \| Cofidis \| + 55" \| \| \| 4t \| Juan Ayuso Pesquera \| UAE Team Emirates \| + 1' 22" \| \| \| 5è \| Ben O'Connor \| AG2R Citroën Team \| + 1' 47" \| \| \| 6è \| Damiano Caruso \| Bahrain Victorious \| + 1' 51" \| \| \| 7è \| Steven Kruijswijk \| Jumbo-Visma \| + 1' 52" \| \| \| 8è \| Rohan Dennis \| Jumbo-Visma \| + 1' 54" \| \| \| 9è \| Lucas Plapp \| Ineos Grenadiers \| + 2' 08" \| \| \| 10è \| Einer Rubio \| Movistar Team \| + 2' 13" \| \| |                     |                    |             |
| |                     |                    |             |
| Font: ProCyclingStats |                     |                    |             |
| Classificació general |                     |                    |             |
| Corredor | Corredor            | Equip              | Temps       |
| 1r | Aleksandr Vlàssov   | Bora-Hansgrohe     | 18h 00' 59" |
| 2n | Gino Mäder          | Bahrain Victorious | + 50"       |
| 3r | Simon Geschke       | Cofidis            | + 55"       |
| 4t | Juan Ayuso Pesquera | UAE Team Emirates  | + 1' 22"    |
| 5è | Ben O'Connor        | AG2R Citroën Team  | + 1' 47"    |
| 6è | Damiano Caruso      | Bahrain Victorious | + 1' 51"    |
| 7è | Steven Kruijswijk   | Jumbo-Visma        | + 1' 52"    |
| 8è | Rohan Dennis        | Jumbo-Visma        | + 1' 54"    |
| 9è | Lucas Plapp         | Ineos Grenadiers   | + 2' 08"    |
| 10è | Einer Rubio         | Movistar Team      | + 2' 13"    |

### Classificacions secundàries
| Classificació per punts | Classificació per punts | Classificació per punts            | Classificació per punts | Classificació per punts |
| Corredor                | Corredor                | Equip                              | Punts                   |                         |
| ----------------------- | ----------------------- | ---------------------------------- | ----------------------- | ----------------------- |
| 1r                      | Ethan Hayter            | Ineos Grenadiers                   | 110 pts                 |                         |
| 2n                      | Aleksandr Vlàssov       | Bora-Hansgrohe                     | 96 pts                  |                         |
| 3r                      | Rohan Dennis            | Jumbo-Visma                        | 81 pts                  |                         |
| 4t                      | Quinten Hermans         | Intermarché-Wanty-Gobert Matériaux | 61 pts                  |                         |
| 5è                      | Patrick Bevin           | Israel-Premier Tech                | 55 pts                  |                         |
| 6è                      | Dylan Teuns             | Bahrain Victorious                 | 50 pts                  |                         |
| 7è                      | Toms Skujiņš            | Trek-Segafredo                     | 50 pts                  |                         |
| 8è                      | Juan Ayuso Pesquera     | UAE Team Emirates                  | 50 pts                  |                         |
| 9è                      | Ben O'Connor            | AG2R Citroën Team                  | 50 pts                  |                         |
| 10è                     | Damiano Caruso          | Bahrain Victorious                 | 45 pts                  |                         |

| Classificació per punts | Classificació per punts | Classificació per punts            | Classificació per punts | Classificació per punts |
| Corredor                | Corredor                | Equip                              | Punts                   |                         |
| ----------------------- | ----------------------- | ---------------------------------- | ----------------------- | ----------------------- |
| 1r                      | Ethan Hayter            | Ineos Grenadiers                   | 110 pts                 |                         |
| 2n                      | Aleksandr Vlàssov       | Bora-Hansgrohe                     | 96 pts                  |                         |
| 3r                      | Rohan Dennis            | Jumbo-Visma                        | 81 pts                  |                         |
| 4t                      | Quinten Hermans         | Intermarché-Wanty-Gobert Matériaux | 61 pts                  |                         |
| 5è                      | Patrick Bevin           | Israel-Premier Tech                | 55 pts                  |                         |
| 6è                      | Dylan Teuns             | Bahrain Victorious                 | 50 pts                  |                         |
| 7è                      | Toms Skujiņš            | Trek-Segafredo                     | 50 pts                  |                         |
| 8è                      | Juan Ayuso Pesquera     | UAE Team Emirates                  | 50 pts                  |                         |
| 9è                      | Ben O'Connor            | AG2R Citroën Team                  | 50 pts                  |                         |
| 10è                     | Damiano Caruso          | Bahrain Victorious                 | 45 pts                  |                         |

| Classificació de la muntanya | Classificació de la muntanya | Classificació de la muntanya | Classificació de la muntanya | Classificació de la muntanya |
| Corredor                     | Corredor                     | Equip                        | Punts                        |                              |
| ---------------------------- | ---------------------------- | ---------------------------- | ---------------------------- | ---------------------------- |
| 1r                           | Toms Skujiņš                 | Trek-Segafredo               | 49 pts                       |                              |
| 2n                           | James Knox                   | Quick-Step Alpha Vinyl       | 34 pts                       |                              |
| 3r                           | Krists Neilands              | Israel-Premier Tech          | 20 pts                       |                              |
| 4t                           | Nils Brun                    | Suïssa                       | 17 pts                       |                              |
| 5è                           | Óscar Rodríguez Garaicoechea | Movistar Team                | 16 pts                       |                              |
| 6è                           | Thomas Champion              | Cofidis                      | 15 pts                       |                              |
| 7è                           | Ion Izagirre Insausti        | Cofidis                      | 15 pts                       |                              |
| 8è                           | Einer Rubio                  | Movistar Team                | 12 pts                       |                              |
| 9è                           | Antoine Debons               | Suïssa                       | 11 pts                       |                              |
| 10è                          | Andrey Amador Bikkazakova    | Ineos Grenadiers             | 10 pts                       |                              |

| Classificació de la muntanya | Classificació de la muntanya | Classificació de la muntanya | Classificació de la muntanya | Classificació de la muntanya |
| Corredor                     | Corredor                     | Equip                        | Punts                        |                              |
| ---------------------------- | ---------------------------- | ---------------------------- | ---------------------------- | ---------------------------- |
| 1r                           | Toms Skujiņš                 | Trek-Segafredo               | 49 pts                       |                              |
| 2n                           | James Knox                   | Quick-Step Alpha Vinyl       | 34 pts                       |                              |
| 3r                           | Krists Neilands              | Israel-Premier Tech          | 20 pts                       |                              |
| 4t                           | Nils Brun                    | Suïssa                       | 17 pts                       |                              |
| 5è                           | Óscar Rodríguez Garaicoechea | Movistar Team                | 16 pts                       |                              |
| 6è                           | Thomas Champion              | Cofidis                      | 15 pts                       |                              |
| 7è                           | Ion Izagirre Insausti        | Cofidis                      | 15 pts                       |                              |
| 8è                           | Einer Rubio                  | Movistar Team                | 12 pts                       |                              |
| 9è                           | Antoine Debons               | Suïssa                       | 11 pts                       |                              |
| 10è                          | Andrey Amador Bikkazakova    | Ineos Grenadiers             | 10 pts                       |                              |

| Classificació del millor jove | Classificació del millor jove | Classificació del millor jove | Classificació del millor jove | Classificació del millor jove |
| Corredor                      | Corredor                      | Equip                         | Temps                         |                               |
| ----------------------------- | ----------------------------- | ----------------------------- | ----------------------------- | ----------------------------- |
| 1r                            | Juan Ayuso Pesquera           | UAE Team Emirates             | 18h 02' 21"                   |                               |
| 2n                            | Lucas Plapp                   | Ineos Grenadiers              | + 46"                         |                               |
| 3r                            | Einer Rubio                   | Movistar Team                 | + 51"                         |                               |
| 4t                            | Sean Quinn                    | EF Education-EasyPost         | + 2' 06"                      |                               |
| 5è                            | Marc Hirschi                  | UAE Team Emirates             | + 3' 04"                      |                               |
| 6è                            | Mauro Schmid                  | Quick-Step Alpha Vinyl        | + 3' 22"                      |                               |
| 7è                            | Finn Fisher-Black             | UAE Team Emirates             | + 3' 56"                      |                               |
| 8è                            | Andreas Leknessund            | Team DSM                      | + 5' 43"                      |                               |
| 9è                            | Abner González                | Movistar Team                 | + 5' 44"                      |                               |
| 10è                           | Ben Healy                     | EF Education-EasyPost         | + 12' 30"                     |                               |

| Classificació del millor jove | Classificació del millor jove | Classificació del millor jove | Classificació del millor jove | Classificació del millor jove |
| Corredor                      | Corredor                      | Equip                         | Temps                         |                               |
| ----------------------------- | ----------------------------- | ----------------------------- | ----------------------------- | ----------------------------- |
| 1r                            | Juan Ayuso Pesquera           | UAE Team Emirates             | 18h 02' 21"                   |                               |
| 2n                            | Lucas Plapp                   | Ineos Grenadiers              | + 46"                         |                               |
| 3r                            | Einer Rubio                   | Movistar Team                 | + 51"                         |                               |
| 4t                            | Sean Quinn                    | EF Education-EasyPost         | + 2' 06"                      |                               |
| 5è                            | Marc Hirschi                  | UAE Team Emirates             | + 3' 04"                      |                               |
| 6è                            | Mauro Schmid                  | Quick-Step Alpha Vinyl        | + 3' 22"                      |                               |
| 7è                            | Finn Fisher-Black             | UAE Team Emirates             | + 3' 56"                      |                               |
| 8è                            | Andreas Leknessund            | Team DSM                      | + 5' 43"                      |                               |
| 9è                            | Abner González                | Movistar Team                 | + 5' 44"                      |                               |
| 10è                           | Ben Healy                     | EF Education-EasyPost         | + 12' 30"                     |                               |

| Classificació per equips | Classificació per equips | Classificació per equips | Classificació per equips |
| Equip                    | Equip                    | Temps                    |                          |
| ------------------------ | ------------------------ | ------------------------ | ------------------------ |
| 1r                       | Jumbo-Visma              | 54h 09' 15"              |                          |
| 2n                       | Bahrain Victorious       | + 2' 14"                 |                          |
| 3r                       | Groupama-FDJ             | + 2' 20"                 |                          |
| 4t                       | Movistar Team            | + 2' 26"                 |                          |
| 5è                       | Bora-Hansgrohe           | + 3' 30"                 |                          |

| Classificació per equips | Classificació per equips | Classificació per equips | Classificació per equips |
| Equip                    | Equip                    | Temps                    |                          |
| ------------------------ | ------------------------ | ------------------------ | ------------------------ |
| 1r                       | Jumbo-Visma              | 54h 09' 15"              |                          |
| 2n                       | Bahrain Victorious       | + 2' 14"                 |                          |
| 3r                       | Groupama-FDJ             | + 2' 20"                 |                          |
| 4t                       | Movistar Team            | + 2' 26"                 |                          |
| 5è                       | Bora-Hansgrohe           | + 3' 30"                 |                          |

## Evolució de les classificacions
| Etepa                  | Vencedor               | Classificació general | Classificació per punts | Classificació de la muntanya | Classificació dels joves | Premi de la combativitat 25px\|Combativitat | Classificació per equips |
| ---------------------- | ---------------------- | --------------------- | ----------------------- | ---------------------------- | ------------------------ | ------------------------------------------- | ------------------------ |
| P                      | Ethan Hayter           | Ethan Hayter          | Ethan Hayter            | no entregat                  | Ethan Hayter             | no entregat                                 | Ineos Grenadiers         |
| 1                      | Dylan Teuns            | Rohan Dennis          | Rohan Dennis            | Thomas Champion              | Mauro Schmid             | Antoine Debons                              | UAE Emirates             |
| 2                      | Ethan Hayter           | Rohan Dennis          | Ethan Hayter            | Thomas Champion              | Mauro Schmid             | Nils Brun                                   | UAE Emirates             |
| 3                      | Patrick Bevin          | Rohan Dennis          | Ethan Hayter            | Krists Neilands              | Mauro Schmid             | Nans Peters                                 | UAE Emirates             |
| 4                      | Sergio Higuita         | Rohan Dennis          | Ethan Hayter            | Toms Skujiņš                 | Juan Ayuso               | Ion Izagirre                                | Groupama-FDJ             |
| 5                      | Aleksandr Vlàssov      | Aleksandr Vlàssov     | Ethan Hayter            | Toms Skujiņš                 | Juan Ayuso               | no entregat                                 | Team Jumbo-Visma         |
| Classificacions finals | Classificacions finals | Aleksandr Vlàssov     | Ethan Hayter            | Toms Skujiņš                 | Juan Ayuso               | no entregat                                 | Team Jumbo-Visma         |

## Llista de participants
| Ineos Grenadiers IGD | Ineos Grenadiers IGD            | Ineos Grenadiers IGD |
| -------------------- | ------------------------------- | -------------------- |
| Núm                  | Ciclista                        | Pos                  |
| 1                    | Geraint Thomas (GBR)            | 19è                  |
| 2                    | Andrey Amador Bikkazakova (CRC) | 50è                  |
| 3                    | Laurens De Plus (BEL)           | 84è                  |
| 4                    | Ethan Hayter (GBR) (crono)      | 62è                  |
| 5                    | Lucas Plapp (AUS) (ruta)        | 9è                   |
| 6                    | Brandon Rivera (COL)            | DNF-4                |
| 7                    | Magnus Sheffield (USA)          | 48è                  |

| UAE Team Emirates UAD | UAE Team Emirates UAD         | UAE Team Emirates UAD |
| --------------------- | ----------------------------- | --------------------- |
| Núm                   | Ciclista                      | Pos                   |
| 11                    | Marc Hirschi (SUI)            | 21è                   |
| 12                    | Ivo Oliveira (POR)            | 88è                   |
| 13                    | Juan Ayuso Pesquera (ESP)     | 4t                    |
| 14                    | Finn Fisher-Black (NZL)       | 27è                   |
| 15                    | Fernando Gaviria Rendón (COL) | NP-4                  |
| 16                    | Brandon McNulty (USA)         | NP-4                  |
| 17                    | Jan Polanc (SLO)              | 67è                   |

| Jumbo-Visma TJV | Jumbo-Visma TJV            | Jumbo-Visma TJV |
| --------------- | -------------------------- | --------------- |
| Núm             | Ciclista                   | Pos             |
| 21              | Steven Kruijswijk (NED)    | 7è              |
| 22              | Rohan Dennis (AUS) (crono) | 8è              |
| 23              | Robert Gesink (NED)        | 52è             |
| 24              | Michel Hessmann (GER)      | 107è            |
| 25              | Sepp Kuss (USA)            | 12è             |
| 26              | Gijs Leemreize (NED)       | 79è             |
| 27              | Timo Roosen (NED) (ruta)   | 92è             |

| Bahrain Victorious TBV | Bahrain Victorious TBV      | Bahrain Victorious TBV |
| ---------------------- | --------------------------- | ---------------------- |
| Núm                    | Ciclista                    | Pos                    |
| 31                     | Damiano Caruso (ITA)        | 6è                     |
| 32                     | Gino Mäder (SUI)            | 2n                     |
| 33                     | Hermann Pernsteiner (AUT)   | 36è                    |
| 34                     | Johan Price-Pejtersen (DEN) | 114è                   |
| 35                     | Luis León Sánchez Gil (ESP) | 40è                    |
| 36                     | Dylan Teuns (BEL)           | 98è                    |
| 37                     | Stephen Williams (GBR)      | 98è                    |

| Intermarché-Wanty-Gobert Matériaux IWG | Intermarché-Wanty-Gobert Matériaux IWG | Intermarché-Wanty-Gobert Matériaux IWG |
| -------------------------------------- | -------------------------------------- | -------------------------------------- |
| Núm                                    | Ciclista                               | Pos                                    |
| 41                                     | Louis Meintjes (RSA)                   | 32è                                    |
| 42                                     | Théo Delacroix (FRA)                   | 106è                                   |
| 43                                     | Quinten Hermans (BEL)                  | 69è                                    |
| 44                                     | Laurens Huys (BEL)                     | 110è                                   |
| 45                                     | Julius Johansen (DEN)                  | 115è                                   |
| 46                                     | Baptiste Planckaert (BEL)              | NP-3                                   |
| 47                                     | Rein Taaramäe (EST) (crono)            | 33è                                    |

| Cofidis COF | Cofidis COF                         | Cofidis COF |
| ----------- | ----------------------------------- | ----------- |
| Núm         | Ciclista                            | Pos         |
| 51          | Ion Izagirre Insausti (ESP) (crono) | 64è         |
| 52          | Sander Armée (BEL)                  | 56è         |
| 53          | Tom Bohli (SUI)                     | 112è        |
| 54          | Thomas Champion (FRA)               | 109è        |
| 55          | Rubén Fernández Andújar (ESP)       | 42è         |
| 56          | Simon Geschke (GER)                 | 3r          |
| 57          | Davide Villella (ITA)               | 31è         |

| Groupama-FDJ GFC | Groupama-FDJ GFC            | Groupama-FDJ GFC |
| ---------------- | --------------------------- | ---------------- |
| Núm              | Ciclista                    | Pos              |
| 61               | Thibaut Pinot (FRA)         | 13è              |
| 62               | Matteo Badilatti (SUI)      | 59è              |
| 63               | Rudy Molard (FRA)           | 25è              |
| 64               | Quentin Pacher (FRA)        | 41è              |
| 65               | Sébastien Reichenbach (SUI) | 15è              |
| 66               | Anthony Roux (FRA)          | 90è              |
| 67               | Michael Storer (AUS)        | NP-1             |

| Quick-Step Alpha Vinyl QST | Quick-Step Alpha Vinyl QST  | Quick-Step Alpha Vinyl QST |
| -------------------------- | --------------------------- | -------------------------- |
| Núm                        | Ciclista                    | Pos                        |
| 71                         | Rémi Cavagna (FRA) (ruta)   | 82è                        |
| 72                         | Mattia Cattaneo (ITA)       | 91è                        |
| 73                         | Josef Černý (CZE) (crono)   | DNF-4                      |
| 74                         | Mikkel Frølich Honoré (DEN) | 46è                        |
| 75                         | James Knox (GBR)            | 71è                        |
| 76                         | Mauro Schmid (SUI)          | 23è                        |
| 77                         | Ethan Vernon (GBR)          | DNF-4                      |

| AG2R Citroën Team ACT | AG2R Citroën Team ACT        | AG2R Citroën Team ACT |
| --------------------- | ---------------------------- | --------------------- |
| Núm                   | Ciclista                     | Pos                   |
| 81                    | Ben O'Connor (AUS)           | 5è                    |
| 82                    | Geoffrey Bouchard (FRA)      | 43è                   |
| 83                    | Bob Jungels (LUX)            | 61è                   |
| 84                    | Lawrence Naesen (BEL)        | DNF-4                 |
| 85                    | Valentin Paret-Peintre (FRA) | 89è                   |
| 86                    | Nans Peters (FRA)            | 76è                   |
| 87                    | Michael Schär (SUI)          | 78è                   |

| Bora-Hansgrohe BOH | Bora-Hansgrohe BOH                 | Bora-Hansgrohe BOH |
| ------------------ | ---------------------------------- | ------------------ |
| Núm                | Ciclista                           | Pos                |
| 91                 | Aleksandr Vlàssov (RUS) (crono)    | 1r                 |
| 92                 | Felix Großschartner (AUT)          | 28è                |
| 93                 | Sergio Higuita García (COL) (ruta) | 24è                |
| 94                 | Patrick Konrad (AUT) (ruta)        | 73è                |
| 95                 | Anton Palzer (GER)                 | 51è                |
| 96                 | Maximilian Schachmann (GER) (ruta) | 55è                |
| 97                 | Frederik Wandahl (DEN)             | 97è                |

| Lotto-Soudal LTS | Lotto-Soudal LTS         | Lotto-Soudal LTS |
| ---------------- | ------------------------ | ---------------- |
| Núm              | Ciclista                 | Pos              |
| 101              | Steff Cras (BEL)         | 11è              |
| 102              | Sébastien Grignard (BEL) | 96è              |
| 103              | Matthew Holmes (GBR)     | NP-2             |
| 104              | Harry Sweeny (AUS)       | 104è             |
| 105              | Harm Vanhoucke (BEL)     | 93è              |
| 106              | Viktor Verschaeve (BEL)  | 81è              |

| Trek-Segafredo TFS | Trek-Segafredo TFS                | Trek-Segafredo TFS |
| ------------------ | --------------------------------- | ------------------ |
| Núm                | Ciclista                          | Pos                |
| 111                | Antonio Tiberi (ITA)              | 72è                |
| 112                | Jon Aberasturi Izaga (ESP)        | FC-5               |
| 113                | Julien Bernard (FRA)              | 39è                |
| 114                | Gianluca Brambilla (ITA)          | 26è                |
| 115                | Kenny Elissonde (FRA)             | 22è                |
| 116                | Toms Skujiņš (LAT) (ruta i crono) | 58è                |
| 117                | Antwan Tolhoek (NED)              | 66è                |

| Movistar Team MOV | Movistar Team MOV                  | Movistar Team MOV |
| ----------------- | ---------------------------------- | ----------------- |
| Núm               | Ciclista                           | Pos               |
| 121               | Carlos Verona Quintanilla (ESP)    | 16è               |
| 122               | Abner González (PUR)               | 35è               |
| 123               | Johan Jacobs (SUI)                 | DNF-4             |
| 124               | Lluís Mas Bonet (ESP)              | DNF-1             |
| 125               | Gregor Mühlberger (AUT)            | NP-5              |
| 126               | Óscar Rodríguez Garaicoechea (ESP) | 44è               |
| 127               | Einer Rubio (COL)                  | 10è               |

| BikeExchange-Jayco BEX | BikeExchange-Jayco BEX       | BikeExchange-Jayco BEX |
| ---------------------- | ---------------------------- | ---------------------- |
| Núm                    | Ciclista                     | Pos                    |
| 131                    | Matteo Sobrero (ITA) (crono) | 83è                    |
| 132                    | Sam Bewley (NZL)             | 99è                    |
| 133                    | Kevin Colleoni (ITA)         | NP-2                   |
| 134                    | Tsgabu Grmay (ETH)           | 53è                    |
| 135                    | Amund Grøndahl Jansen (NOR)  | 94è                    |
| 136                    | Jan Maas (NED)               | 74è                    |
| 137                    | Dion Smith (NZL)             | 70è                    |

| Israel-Premier Tech IPT | Israel-Premier Tech IPT  | Israel-Premier Tech IPT |
| ----------------------- | ------------------------ | ----------------------- |
| Núm                     | Ciclista                 | Pos                     |
| 141                     | Christopher Froome (GBR) | 65è                     |
| 142                     | Patrick Bevin (NZL)      | 38è                     |
| 143                     | Alexander Cataford (CAN) | 95è                     |
| 144                     | Jakob Fuglsang (DEN)     | 29è                     |
| 145                     | Krists Neilands (LAT)    | 80è                     |
| 146                     | Corbin Strong (NZL)      | NP-4                    |
| 147                     | Michael Woods (CAN)      | 17è                     |

| Team DSM DSM | Team DSM DSM             | Team DSM DSM |
| ------------ | ------------------------ | ------------ |
| Núm          | Ciclista                 | Pos          |
| 151          | Andreas Leknessund (NOR) | 34è          |
| 152          | Nikias Arndt (GER)       | 54è          |
| 153          | Marco Brenner (GER)      | 87è          |
| 154          | Romain Combaud (FRA)     | NP-4         |
| 155          | Tim Naberman (NED)       | DNF-4        |
| 156          | Casper Pedersen (DEN)    | 113è         |
| 157          | Martijn Tusveld (NED)    | NP-4         |

| Astana Qazaqstan Team AST | Astana Qazaqstan Team AST   | Astana Qazaqstan Team AST |
| ------------------------- | --------------------------- | ------------------------- |
| Núm                       | Ciclista                    | Pos                       |
| 161                       | Harold Tejada (COL)         | 20è                       |
| 162                       | Valerio Conti (ITA)         | 77è                       |
| 163                       | Stefan de Bod (RSA)         | 57è                       |
| 164                       | Dmitri Grúzdev (KAZ)        | DNF-4                     |
| 165                       | Antonio Nibali (ITA)        | 85è                       |
| 166                       | Aliaksandr Rabuixenka (BLR) | 111è                      |
| 167                       | Andrei Zeits (KAZ)          | 60è                       |

| EF Education-EasyPost EFE | EF Education-EasyPost EFE | EF Education-EasyPost EFE |
| ------------------------- | ------------------------- | ------------------------- |
| Núm                       | Ciclista                  | Pos                       |
| 171                       | Rigoberto Urán (COL)      | NP-2                      |
| 172                       | Ben Healy (IRL)           | 47è                       |
| 173                       | Neilson Powless (USA)     | 14è                       |
| 174                       | Sean Quinn (USA)          | 18è                       |
| 175                       | Georg Steinhauser (GER)   | 103è                      |

| Equipo Kern Pharma EKP | Equipo Kern Pharma EKP           | Equipo Kern Pharma EKP |
| ---------------------- | -------------------------------- | ---------------------- |
| Núm                    | Ciclista                         | Pos                    |
| 181                    | José Félix Parra (ESP)           | 37è                    |
| 182                    | Urko Berrade (ESP)               | 86è                    |
| 183                    | Francisco Galván Fernández (ESP) | DNF-4                  |
| 184                    | Carlos García Pierna (ESP)       | 75è                    |
| 185                    | Raúl García Pierna (ESP)         | 101è                   |
| 186                    | Diego López (ESP)                | 100è                   |
| 187                    | Pau Miquel Delgado (ESP)         | 49è                    |

| Suïssa SUI | Suïssa SUI        | Suïssa SUI |
| ---------- | ----------------- | ---------- |
| Núm        | Ciclista          | Pos        |
| 191        | Mathias Flückiger | 45è        |
| 192        | Nils Brun         | 108è       |
| 193        | Filippo Colombo   | 68è        |
| 194        | Antoine Debons    | 102è       |
| 195        | Dario Lillo       | 105è       |
| 196        | Valère Thiébaud   | 116è       |
| 197        | Yannis Voisard    | 63è        |

| Ineos Grenadiers IGD | Ineos Grenadiers IGD            | Ineos Grenadiers IGD |
| -------------------- | ------------------------------- | -------------------- |
| Núm                  | Ciclista                        | Pos                  |
| 1                    | Geraint Thomas (GBR)            | 19è                  |
| 2                    | Andrey Amador Bikkazakova (CRC) | 50è                  |
| 3                    | Laurens De Plus (BEL)           | 84è                  |
| 4                    | Ethan Hayter (GBR) (crono)      | 62è                  |
| 5                    | Lucas Plapp (AUS) (ruta)        | 9è                   |
| 6                    | Brandon Rivera (COL)            | DNF-4                |
| 7                    | Magnus Sheffield (USA)          | 48è                  |

| UAE Team Emirates UAD | UAE Team Emirates UAD         | UAE Team Emirates UAD |
| --------------------- | ----------------------------- | --------------------- |
| Núm                   | Ciclista                      | Pos                   |
| 11                    | Marc Hirschi (SUI)            | 21è                   |
| 12                    | Ivo Oliveira (POR)            | 88è                   |
| 13                    | Juan Ayuso Pesquera (ESP)     | 4t                    |
| 14                    | Finn Fisher-Black (NZL)       | 27è                   |
| 15                    | Fernando Gaviria Rendón (COL) | NP-4                  |
| 16                    | Brandon McNulty (USA)         | NP-4                  |
| 17                    | Jan Polanc (SLO)              | 67è                   |

| Jumbo-Visma TJV | Jumbo-Visma TJV            | Jumbo-Visma TJV |
| --------------- | -------------------------- | --------------- |
| Núm             | Ciclista                   | Pos             |
| 21              | Steven Kruijswijk (NED)    | 7è              |
| 22              | Rohan Dennis (AUS) (crono) | 8è              |
| 23              | Robert Gesink (NED)        | 52è             |
| 24              | Michel Hessmann (GER)      | 107è            |
| 25              | Sepp Kuss (USA)            | 12è             |
| 26              | Gijs Leemreize (NED)       | 79è             |
| 27              | Timo Roosen (NED) (ruta)   | 92è             |

| Bahrain Victorious TBV | Bahrain Victorious TBV      | Bahrain Victorious TBV |
| ---------------------- | --------------------------- | ---------------------- |
| Núm                    | Ciclista                    | Pos                    |
| 31                     | Damiano Caruso (ITA)        | 6è                     |
| 32                     | Gino Mäder (SUI)            | 2n                     |
| 33                     | Hermann Pernsteiner (AUT)   | 36è                    |
| 34                     | Johan Price-Pejtersen (DEN) | 114è                   |
| 35                     | Luis León Sánchez Gil (ESP) | 40è                    |
| 36                     | Dylan Teuns (BEL)           | 98è                    |
| 37                     | Stephen Williams (GBR)      | 98è                    |

| Intermarché-Wanty-Gobert Matériaux IWG | Intermarché-Wanty-Gobert Matériaux IWG | Intermarché-Wanty-Gobert Matériaux IWG |
| -------------------------------------- | -------------------------------------- | -------------------------------------- |
| Núm                                    | Ciclista                               | Pos                                    |
| 41                                     | Louis Meintjes (RSA)                   | 32è                                    |
| 42                                     | Théo Delacroix (FRA)                   | 106è                                   |
| 43                                     | Quinten Hermans (BEL)                  | 69è                                    |
| 44                                     | Laurens Huys (BEL)                     | 110è                                   |
| 45                                     | Julius Johansen (DEN)                  | 115è                                   |
| 46                                     | Baptiste Planckaert (BEL)              | NP-3                                   |
| 47                                     | Rein Taaramäe (EST) (crono)            | 33è                                    |

| Cofidis COF | Cofidis COF                         | Cofidis COF |
| ----------- | ----------------------------------- | ----------- |
| Núm         | Ciclista                            | Pos         |
| 51          | Ion Izagirre Insausti (ESP) (crono) | 64è         |
| 52          | Sander Armée (BEL)                  | 56è         |
| 53          | Tom Bohli (SUI)                     | 112è        |
| 54          | Thomas Champion (FRA)               | 109è        |
| 55          | Rubén Fernández Andújar (ESP)       | 42è         |
| 56          | Simon Geschke (GER)                 | 3r          |
| 57          | Davide Villella (ITA)               | 31è         |

| Groupama-FDJ GFC | Groupama-FDJ GFC            | Groupama-FDJ GFC |
| ---------------- | --------------------------- | ---------------- |
| Núm              | Ciclista                    | Pos              |
| 61               | Thibaut Pinot (FRA)         | 13è              |
| 62               | Matteo Badilatti (SUI)      | 59è              |
| 63               | Rudy Molard (FRA)           | 25è              |
| 64               | Quentin Pacher (FRA)        | 41è              |
| 65               | Sébastien Reichenbach (SUI) | 15è              |
| 66               | Anthony Roux (FRA)          | 90è              |
| 67               | Michael Storer (AUS)        | NP-1             |

| Quick-Step Alpha Vinyl QST | Quick-Step Alpha Vinyl QST  | Quick-Step Alpha Vinyl QST |
| -------------------------- | --------------------------- | -------------------------- |
| Núm                        | Ciclista                    | Pos                        |
| 71                         | Rémi Cavagna (FRA) (ruta)   | 82è                        |
| 72                         | Mattia Cattaneo (ITA)       | 91è                        |
| 73                         | Josef Černý (CZE) (crono)   | DNF-4                      |
| 74                         | Mikkel Frølich Honoré (DEN) | 46è                        |
| 75                         | James Knox (GBR)            | 71è                        |
| 76                         | Mauro Schmid (SUI)          | 23è                        |
| 77                         | Ethan Vernon (GBR)          | DNF-4                      |

| AG2R Citroën Team ACT | AG2R Citroën Team ACT        | AG2R Citroën Team ACT |
| --------------------- | ---------------------------- | --------------------- |
| Núm                   | Ciclista                     | Pos                   |
| 81                    | Ben O'Connor (AUS)           | 5è                    |
| 82                    | Geoffrey Bouchard (FRA)      | 43è                   |
| 83                    | Bob Jungels (LUX)            | 61è                   |
| 84                    | Lawrence Naesen (BEL)        | DNF-4                 |
| 85                    | Valentin Paret-Peintre (FRA) | 89è                   |
| 86                    | Nans Peters (FRA)            | 76è                   |
| 87                    | Michael Schär (SUI)          | 78è                   |

| Bora-Hansgrohe BOH | Bora-Hansgrohe BOH                 | Bora-Hansgrohe BOH |
| ------------------ | ---------------------------------- | ------------------ |
| Núm                | Ciclista                           | Pos                |
| 91                 | Aleksandr Vlàssov (RUS) (crono)    | 1r                 |
| 92                 | Felix Großschartner (AUT)          | 28è                |
| 93                 | Sergio Higuita García (COL) (ruta) | 24è                |
| 94                 | Patrick Konrad (AUT) (ruta)        | 73è                |
| 95                 | Anton Palzer (GER)                 | 51è                |
| 96                 | Maximilian Schachmann (GER) (ruta) | 55è                |
| 97                 | Frederik Wandahl (DEN)             | 97è                |

| Lotto-Soudal LTS | Lotto-Soudal LTS         | Lotto-Soudal LTS |
| ---------------- | ------------------------ | ---------------- |
| Núm              | Ciclista                 | Pos              |
| 101              | Steff Cras (BEL)         | 11è              |
| 102              | Sébastien Grignard (BEL) | 96è              |
| 103              | Matthew Holmes (GBR)     | NP-2             |
| 104              | Harry Sweeny (AUS)       | 104è             |
| 105              | Harm Vanhoucke (BEL)     | 93è              |
| 106              | Viktor Verschaeve (BEL)  | 81è              |

| Trek-Segafredo TFS | Trek-Segafredo TFS                | Trek-Segafredo TFS |
| ------------------ | --------------------------------- | ------------------ |
| Núm                | Ciclista                          | Pos                |
| 111                | Antonio Tiberi (ITA)              | 72è                |
| 112                | Jon Aberasturi Izaga (ESP)        | FC-5               |
| 113                | Julien Bernard (FRA)              | 39è                |
| 114                | Gianluca Brambilla (ITA)          | 26è                |
| 115                | Kenny Elissonde (FRA)             | 22è                |
| 116                | Toms Skujiņš (LAT) (ruta i crono) | 58è                |
| 117                | Antwan Tolhoek (NED)              | 66è                |

| Movistar Team MOV | Movistar Team MOV                  | Movistar Team MOV |
| ----------------- | ---------------------------------- | ----------------- |
| Núm               | Ciclista                           | Pos               |
| 121               | Carlos Verona Quintanilla (ESP)    | 16è               |
| 122               | Abner González (PUR)               | 35è               |
| 123               | Johan Jacobs (SUI)                 | DNF-4             |
| 124               | Lluís Mas Bonet (ESP)              | DNF-1             |
| 125               | Gregor Mühlberger (AUT)            | NP-5              |
| 126               | Óscar Rodríguez Garaicoechea (ESP) | 44è               |
| 127               | Einer Rubio (COL)                  | 10è               |

| BikeExchange-Jayco BEX | BikeExchange-Jayco BEX       | BikeExchange-Jayco BEX |
| ---------------------- | ---------------------------- | ---------------------- |
| Núm                    | Ciclista                     | Pos                    |
| 131                    | Matteo Sobrero (ITA) (crono) | 83è                    |
| 132                    | Sam Bewley (NZL)             | 99è                    |
| 133                    | Kevin Colleoni (ITA)         | NP-2                   |
| 134                    | Tsgabu Grmay (ETH)           | 53è                    |
| 135                    | Amund Grøndahl Jansen (NOR)  | 94è                    |
| 136                    | Jan Maas (NED)               | 74è                    |
| 137                    | Dion Smith (NZL)             | 70è                    |

| Israel-Premier Tech IPT | Israel-Premier Tech IPT  | Israel-Premier Tech IPT |
| ----------------------- | ------------------------ | ----------------------- |
| Núm                     | Ciclista                 | Pos                     |
| 141                     | Christopher Froome (GBR) | 65è                     |
| 142                     | Patrick Bevin (NZL)      | 38è                     |
| 143                     | Alexander Cataford (CAN) | 95è                     |
| 144                     | Jakob Fuglsang (DEN)     | 29è                     |
| 145                     | Krists Neilands (LAT)    | 80è                     |
| 146                     | Corbin Strong (NZL)      | NP-4                    |
| 147                     | Michael Woods (CAN)      | 17è                     |

| Team DSM DSM | Team DSM DSM             | Team DSM DSM |
| ------------ | ------------------------ | ------------ |
| Núm          | Ciclista                 | Pos          |
| 151          | Andreas Leknessund (NOR) | 34è          |
| 152          | Nikias Arndt (GER)       | 54è          |
| 153          | Marco Brenner (GER)      | 87è          |
| 154          | Romain Combaud (FRA)     | NP-4         |
| 155          | Tim Naberman (NED)       | DNF-4        |
| 156          | Casper Pedersen (DEN)    | 113è         |
| 157          | Martijn Tusveld (NED)    | NP-4         |

| Astana Qazaqstan Team AST | Astana Qazaqstan Team AST   | Astana Qazaqstan Team AST |
| ------------------------- | --------------------------- | ------------------------- |
| Núm                       | Ciclista                    | Pos                       |
| 161                       | Harold Tejada (COL)         | 20è                       |
| 162                       | Valerio Conti (ITA)         | 77è                       |
| 163                       | Stefan de Bod (RSA)         | 57è                       |
| 164                       | Dmitri Grúzdev (KAZ)        | DNF-4                     |
| 165                       | Antonio Nibali (ITA)        | 85è                       |
| 166                       | Aliaksandr Rabuixenka (BLR) | 111è                      |
| 167                       | Andrei Zeits (KAZ)          | 60è                       |

| EF Education-EasyPost EFE | EF Education-EasyPost EFE | EF Education-EasyPost EFE |
| ------------------------- | ------------------------- | ------------------------- |
| Núm                       | Ciclista                  | Pos                       |
| 171                       | Rigoberto Urán (COL)      | NP-2                      |
| 172                       | Ben Healy (IRL)           | 47è                       |
| 173                       | Neilson Powless (USA)     | 14è                       |
| 174                       | Sean Quinn (USA)          | 18è                       |
| 175                       | Georg Steinhauser (GER)   | 103è                      |

| Equipo Kern Pharma EKP | Equipo Kern Pharma EKP           | Equipo Kern Pharma EKP |
| ---------------------- | -------------------------------- | ---------------------- |
| Núm                    | Ciclista                         | Pos                    |
| 181                    | José Félix Parra (ESP)           | 37è                    |
| 182                    | Urko Berrade (ESP)               | 86è                    |
| 183                    | Francisco Galván Fernández (ESP) | DNF-4                  |
| 184                    | Carlos García Pierna (ESP)       | 75è                    |
| 185                    | Raúl García Pierna (ESP)         | 101è                   |
| 186                    | Diego López (ESP)                | 100è                   |
| 187                    | Pau Miquel Delgado (ESP)         | 49è                    |

| Suïssa SUI | Suïssa SUI        | Suïssa SUI |
| ---------- | ----------------- | ---------- |
| Núm        | Ciclista          | Pos        |
| 191        | Mathias Flückiger | 45è        |
| 192        | Nils Brun         | 108è       |
| 193        | Filippo Colombo   | 68è        |
| 194        | Antoine Debons    | 102è       |
| 195        | Dario Lillo       | 105è       |
| 196        | Valère Thiébaud   | 116è       |
| 197        | Yannis Voisard    | 63è        |